# Alagoas
Alagoas (AFI [alaˈgo.ajs]) este una dintre cele 27 de unități federative ale Braziliei. Capitala acestei unități federative este orașul Maceió. Se învecinează cu unitățile federative Pernambuco la nord, Bahia la sud-vest și Sergipe la sud, la est având ieșire la Oceanul Atlantic. În 2007 Alagoas avea o populație de 3.037.103 de locuitori și suprafață de 27.767,66 km², fiind împărțit în 3 mezoregiuni, 13 microregiuni și 102 de municipii.